# Assistent für Ernährung und Versorgung
Der ehemalige Ausbildungsberuf Servicekraft ist seit dem 1. August 2014 umbenannt worden in Staatlich geprüfte/r Assistent/in für Ernährung und Versorgung, Schwerpunkt Service. Die Ausbildung wird mit einer Abschlussprüfung abgeschlossen, die aus einem schriftlichen und gegebenenfalls mündlichen Teil besteht. Das Tätigkeitsfeld ist vielfältig. Assistenten für Ernährung und Versorgung sind für die Gästebetreuung, das Servieren von Speisen und Getränken und auch für die Vorbereitung von Veranstaltungen verantwortlich. Umgangssprachlich wurden Servicekräfte häufig mit dem Beruf der Kellner verwechselt.

## Ausbildung
Voraussetzung für die Ausbildung ist, die Vollzeitschulpflicht erfüllt zu haben und mindestens den Hauptschulabschluss nach Klasse 9 erfolgreich zu absolvieren. Des Weiteren sind gute Schulnoten in den Fächern Mathematik, Englisch und Deutsch von Bedeutung für die Zulassung. Vor Antritt der Ausbildung müssen die Anforderungen nach dem Infektionsschutzgesetz beim Umgang mit Lebensmitteln erfüllt sein. Außerdem ist ein gepflegtes Erscheinungsbild, Flexibilität, Belastbarkeit und ein freundliches und ruhiges Auftreten Voraussetzung. Die Ausbildung des Berufs dauert 2 Jahre und findet in Berufsfachschulen statt. Dort werden die Auszubildenden hauptsächlich theoretisch gelehrt, während sie auch einige praktische Übungen ausführen. In der schulischen Ausbildungen gibt es keine Vergütung. Die Ausbildung an öffentlichen Berufsfachschulen ist in der Regel kostenlos bis auf die Kosten für Lehrmittel, während bei privaten Schulen Lehrgangsgebühren aufkommen können. In die Ausbildung sind Betriebspraktika integriert, welche in folgenden Bereichen absolviert werden können:
- Hauswirtschaft,[3]
- Gastgewerbe[3]

- Nahrungsmittelhandwerk[3]

Um die Abschlussprüfung antreten zu dürfen und die Ausbildung erfolgreich abzuschließen, müssen alle erforderlichen Leistungsnachweise erbracht und die Betriebspraktika absolviert werden. Zu der Abschlussprüfung gehört sowohl ein schriftlicher Teil, welcher zwei Klausuren umfasst als auch ein mündlicher Teil, welcher eine mündliche Prüfung beinhaltet. Als ausgebildeter Assistent für den Bereich Service erhält man durchschnittlich ein monatliches Gehalt zwischen 1450 Euro und 2100 Euro brutto. Dieses variiert je nach Arbeitsplatz und Bundesland. Häufig bekommen Assistenten aufgrund ihrer Gastfreundschaft von den Kunden zusätzlich Trinkgeld, womit sie ihren Lohn aufbessern können.

## Tätigkeitsfelder
Nach der erfolgreich abgeschlossenen Ausbildung gibt es verschiedene Tätigkeitsfelder, in welchen die Servicekräfte arbeiten können. Um sich anschließend spezialisieren zu können, müssen sie sich für einen Bereich entscheiden. Die Wahl reicht vom Hotel- und Gaststättengewerbe und der Lebensmittelverarbeitung über Organisation und Ausrichtung von Festveranstaltungen bis zum Verkauf. Nach der Ausbildung kann man sich über eine entsprechende Weiterbildung für die Prüfung zum Meister/in, Betriebswirt/in oder  Fachwirt/in qualifizieren.
Zu den alltäglichen Aufgaben eines Assistenten für den Bereich Service gehören folgende Tätigkeiten:
- Servieren von Speisen und Getränken[5]
- Betreuung von Kunden und Gästen[2]
- Bestellungen aufnehmen, die Rechnungen überbringen und kassieren[2]
- Büfettdienst, den Barservice oder den Etagenservice[2]
- Kunden im Lebensmitteleinzelhandel, Mitglieder eines Privathaushaltes oder Bewohner eines Seniorenheims bedienen[2]
- Küchenhilfe[5]
- Tische abräumen[2]
- Veranstaltungsvorbereitung[2]
- Eventplanung[2]

Es gibt auch berufliche Alternativen für Assistenten für den Bereich Service, wie zum Beispiel Fachkraft im Gastgewerbe, Etagenkellner, Oberkellner, Büfettkraft oder auch Bankettleiterassistent.